# Kumagai Tatsuya
Tatsuya Kumagai (sinh ngày 25 tháng 9 năm 1992) là một cầu thủ bóng đá người Nhật Bản.

## Sự nghiệp câu lạc bộ
Tatsuya Kumagai đã từng chơi cho Blaublitz Akita.